# Muhamed Hatami
Muhamed Hatami (perz.: سید محمد خاتمی), Ardakan, Jazdska pokrajina 29. rujna 1943.), iranski političar i ajatolah, koji je obnašao dužnost petog po redu predsjednika Islamske Republike Iran.

## Predsjednički mandat
Na predsjedničkim izborima je pobijedio u utrci za predsjednika Irana. To je bilo neočekivano, jer je prethodno suspendiran kada je obnašao dužnost ministra obrazovanja jer su ga konzervativci kritizirali da je liberalan. Hatami pobjeđuje na izborima jer je obećao bolje odnose s drugim državama, posebice Zapadom, kao i otvorenije i tolerantnije društvo. Kao predsjednik proveo je veliki dio svog programa i s velikom većinom osvaja i drugi predsjednički mandat 2001., no bio je prisiljen povući se 2005. kada ga nasljeđuje novokonzervativni predsjednik Mahmud Ahmadinežad.
Hatami se smatra karizmatičnim političarom koji je kroz reforme uspio pridobiti podršku za svoju politiku i poštovanje čak i među državnim revolucionarnim i ortodoksnim političarima. Konzervativno promatračko vijeće, koje je odlučivalo tko se može kandidirati za predsjednika, omogućilo je provođenje njegovih reformi, jer ga nisu vidjeli kao prijetnu idelima Revolucije. Među svojim glasačima, posebice među mladima čak i zapadnim liberalnim krugovima, imao je veliku popularnost, ali nije se mogao boriti sa sve težom ekonomskom situaciju u Iranu tijekom drugog mandata, što je u velikoj mjeri pridonijelo pobjedi Ahmadinežada i populističkog pokreta Abadgaran.

## Vanjske poveznice
- Hatami: Neće doći do napada na Iran